# Johannes Christiaan de Marez Oyens
Johannes Christiaan de Marez Oyens (Amsterdam, 21 januari 1845 – Partenkirchen, 3 augustus 1911) was een Nederlands politicus.

## Familie
Oyens was een lid van de familie Oijens, wiens vader het naamdeel De Marez (naam van diens moeder) aan de zijne toevoegde. Hij trouwde in 1877 met Maria Sophia Catharina von Weckherlin (1855-1912). Uit dit huwelijk werden vier zonen geboren, onder wie de classicus Hendrik Jan de Marez Oijens (1889-1953). Een van de zonen voegde op zijn beurt in 1910 de naam van zijn moeder aan de zijne toe, waardoor de familienaam Weckherlin de Marez Oijens ontstond; aangezien deze alleen twee dochters had, leeft deze naam niet verder voort.

## Loopbaan
De Marez Oyens studeerde rechtsgeleerdheid aan de Leidse Hogeschool en promoveerde in 1872 tot doctor op de dissertatie Koop en verkoop op de proef. Hij was vervolgens gedurende tien jaar werkzaam als advocaat en hierna als plaatsvervangend kantonrechter te Amsterdam. In 1882 werd hij benoemd tot referendaris bij het Ministerie van Koloniën en in 1885 aangesteld als administrateur van het toenmalige Ministerie van Waterstaat, Handel en Nijverheid. Hij werd in 1901 tot hoofd van dit Departement benoemd, toen hij werd aangesteld als ARP-minister van Waterstaat in het kabinet-Kuyper. Hij bracht belangrijke wetten tot stand, zoals de Mijnwet 1903, de Telegraaf- en Telefoonwet 1904 en de Motor- en Rijwielwet. Tijdens zijn ministerschap brak, in 1903, de grote spoorwegstaking uit en De Marez Oyens tekende hierop een der stakingswetten, namelijk de wet tot het instellen van een onderzoek door een staatscommissie ten aanzien van de rechtsverhoudingen en voorwaarden waaronder het personeel bij het spoorwegbedrijf in dienst was.
Na het aftreden van het kabinet Kuyper was De Marez Oyens gedurende enige jaren ambteloos burger, totdat hij in 1910 door de Provinciale Staten van Zuid-Holland werd afgevaardigd naar de Eerste Kamer.
Een val tijdens een bergwandeling in de buurt van het Beierse Partenkirchen kostte de 66-jarige politicus het leven. Hij werd te Eik en Duinen ter aarde besteld. De Marez Oyens was commandeur in de Orde van de Nederlandse Leeuw.
- Biografisch Portaal: 88173692
- Digitale Bibliotheek voor de Nederlandse Letteren: mare012
- International Standard Name Identifier: 0000 0003 9507 0951
- Nederlandse Thesaurus van Auteursnamen: 069366047
- Parlement.com: vg09ll36p2ya
- Virtual International Authority File: 289689227
- WorldCat: E39PBJbxyjcpgrD7HrVBVc7mBP